# اندرو اسمیت (ورزشکار)
اندرو اسمیت (انگلیسی: Andrew Smith؛ زادهٔ ۱ نوامبر ۱۹۷۸) بازیکن هاکی روی چمن اهل استرالیا است.